# Рядовой Анжело
«Рядовой Анжело» — британский комедийный военный фильм 1949 года режиссёров Майкла Андерсона и Питера Устинова — с ним же в главной роли. 
Экранизация одноимённого романа 1946 года ирландского писателя Эрика Линклэйтера, написанному на основе личных впечатлений — в 1944—1945 годах он служил в Италии при отделе по связям с общественностью Военного министерства Великобритании.

## Сюжет
О злоключениях солдата итальянской армии во время Второй мировой войны.
Анжело, молодой аристократ, граф — сын отца-англичанина и матери-итальянки, только что унаследовавший замок, неохотно отправляется по призыву в итальянскую армию. Но вначале на фронт не попадает — по протекции служит рядовым в привилегированном 914-й полку тосканской пехоты, командиром которого полковник граф Понтефиоре, покровительствующий графу Анжело, поскольку был любовником его матери.
События начинаются с перемирия 1943 года, которое вносит хаос в и так непонятную для Анжело войну — теперь нужно действительно воевать, причём «против тех, а не против этих», а герой и не собирался ни с кем воевать, надеясь отсидеться в тылу. Неунывающий, но с некоторым отстутствием воинской храбрости, рядовой граф Анжело, среди обстоятельств контролировать которые он не может, пытается выжить — он убегает из своей оказавшейся на фронте части… чтобы стать британским военнопленным.

## В ролях
- Питер Устинов — граф Анжело, рядовой
- Годфри Тирл — граф Понтефиоре, полковник
- Мария Дэнис — Лукреция
- Мойна Макгилл — маркиза Дольче
- Марджори Роудс — графиня Понтефиоре
- Робин Бэйли — Симон Тельфер
- Гарри Лок — капрал Тривет
- Джон Харви — капрал Маккан
- Билл Шайн — полковник Михаэль
- Руперт Дэвис — Кохен
- Диана Грейвз — Люсия

## Съёмки
Съёмки фильма велись в Италии, в частности, в Трекуанде.
Художником по костюмам фильма выступила мама Питера Устинова — художница Надежда Леонтьевна Бенуа.

## Критика
Устинов блистает как главный герой, трусливый рядовой итальянской армии, который гордится тем, что он дезертир, но случайно попадает в британские линии и вступает в бой. Его возвращение домой делает его более героическим, чем он есть на самом деле. Более чем средний британский фильм, который всем обязан многогранному Устинову.
Оригинальный текст (англ.)Ustinov shines as the title character, a cowardly private in the Italian army who prides himself on being a deserter but accidentally crosses British lines and becomes engaged in battle. His return home makes him appear more heroic than he really is. A better-than-average British import that owes everything to the multi-faceted Ustinov. 
— Private Angelo // TV Guide

Комедия неоднозначная, но ясно, что Устинов хочет заставить нас задуматься над печальной истиной: на войне главное — форма. Война — это униформа, сражающаяся друг с другом… с реальными людьми внутри.
Оригинальный текст (англ.)NThe comedy is patchy, but clearly what Ustinov wants to do is make us reflect on the sad truth that, in war, it is the uniforms that matter. War is uniforms fighting each other with real people inside.
— British Film Character Actors: Great Names and Memorable Moments / Terence Pettigrew. — Totowa, N.J.: Barnes & Noble Books, 1982